# Manfred Liebel
Manfred Liebel (* 28. April 1940 in Offenbach am Main) ist ein deutscher Sozialwissenschaftler und Hochschullehrer. Von 1963 bis 1964 war er Bundesvorsitzender des Sozialistischen Deutschen Studentenbundes.  Von 1980 bis zu seiner Emeritierung im Jahr 2005 war er Professor für Sozialpädagogik an der Technischen Universität Berlin.

## Leben
Liebel studierte in Frankfurt am Main Soziologie und war dort aktives Mitglied des Sozialistischen Deutschen Studentenbundes (SDS). Nach dessen Bruch mit der SPD war er von 1963 bis 1964 SDS-Bundesvorsitzender.
Ende der 1960er Jahre wechselte er in das damalige West-Berlin und arbeitete dort zunächst im Pädagogischen Zentrum, einer Serviceeinrichtung für Schulen. 1972 wurde Liebel Professor für Soziologie an der Pädagogischen Hochschule Berlin. Nach deren Auflösung im Jahr 1980 wechselte er an die Technische Universität Berlin, wo er Professor am Institut für Sozialpädagogik (Lehrerbildung und Ausbildung von Diplom-Sozialpädagogen) und am Institut für Gesellschaftswissenschaften und historisch-politische Bildung war. Inhaltlich konzentrierte er sich zusammen mit seinem früh verstorbenen Kollegen Hellmut Lessing auf das Kinder- und Jugendalter. Als Jugendsoziologe verfasste er damals mit Lessing das vielbeachtete Jugend in der Klassengesellschaft.
In den letzten zwanzig Jahren setzt sich Liebel mit dem Thema „Kindheit und Arbeit“ und einer gewissen Medienpräsenz für eine differenziertere Betrachtung von Kinderarbeit ein. Er versteht die Arbeit von Kindern unter bestimmten Voraussetzungen und insbesondere in der Dritten Welt auch als Teil eines Weges zur Selbstbestimmung für Kinder. Seine diesbezüglichen Thesen sind umstritten.
Seit seiner Emeritierung arbeitet Manfred Liebel als Leiter des Instituts für Globales Lernen und Internationale Studien (IGLIS)
in der Internationalen Akademie (INA gGmbH) an der Freien Universität Berlin. Dort war er wesentlich an der Gründung des Masterstudienganges „European Master in Childhood Studies and Children’s Rights“ beteiligt, in dessen Leitung er weiterhin mitarbeitet. 2016 wechselte der Studiengang an die Hochschule Potsdam Liebel ist Mitglied im „Archiv der Jugendkulturen“, Berlin.

## Publikationen (Auswahl)
- Vorüberlegungen zur historisch-materialistischen Bestimmung von Jugendphasen in Klassengesellschaften. Seminarpapier PH Berlin, SS 1972.
- mit Franz Wellendorf: Schülerselbstbefreiung: Voraussetzungen und Chancen der Schülerrebellion. Suhrkamp, 1. Auflage 1969, Frankfurt am Main 1982, ISBN 3-518-10336-9.
- mit Hellmut Lessing: Jugend in der Klassengesellschaft. Juventa, 1. Auflage 1974, München 1986, ISBN 3-7799-0522-1.
- Produktivkraft Jugend. Aktuelle und historische Aspekte der Arbeiterjugendfrage im Kapitalismus. Verlag Jugend & Politik, Frankfurt am Main 1976, ISBN 3-88203-027-5.
- mit Hellmut Lessing: Wilde Cliquen. Szenen einer anderen Arbeiterjugendbewegung, Bensheim: päd. extra, 1981, ISBN 3-921450-96-9.
- Kindheit und Arbeit. IKO, Frankfurt am Main / London 2001, ISBN 3-88939-588-0.
- Working Children’s Protagonism. IKO, Frankfurt am Main / London 2001, ISBN 3-88939-581-3.
- A Will of Their Own: Cross-Cultural Perspectives on Working Children. Zed Books, London / New York 2004, ISBN 1-84277-349-6.
- Kinder im Abseits. Kindheit und Jugend in fremden Kulturen. Juventa, Weinheim / München 2005, ISBN 3-7799-0229-X.
- Wozu Kinderrechte. Grundlagen und Perspektiven. Juventa, Weinheim 2007, ISBN 978-3-7799-1884-4.
- Kinderrechte – aus Kindersicht. Wie Kinder weltweit zu ihrem Recht kommen. Lit, Berlin 2009, ISBN 978-3-8258-1855-5.
- Kinder und Gerechtigkeit. Über Kinderrechte neu nachdenken. Juventa, Weinheim / München 2013, ISBN 978-3-7799-2837-9.
- mit Philip Meade: Adultismus. Die Macht der Erwachsenen über die Kinder. Eine kritische Einführung. (= Reihe Kritische Einführungen 4). Bertz + Fischer, Berlin 2023, ISBN 978-3-86505-768-6.